# Simone del Pollaiolo

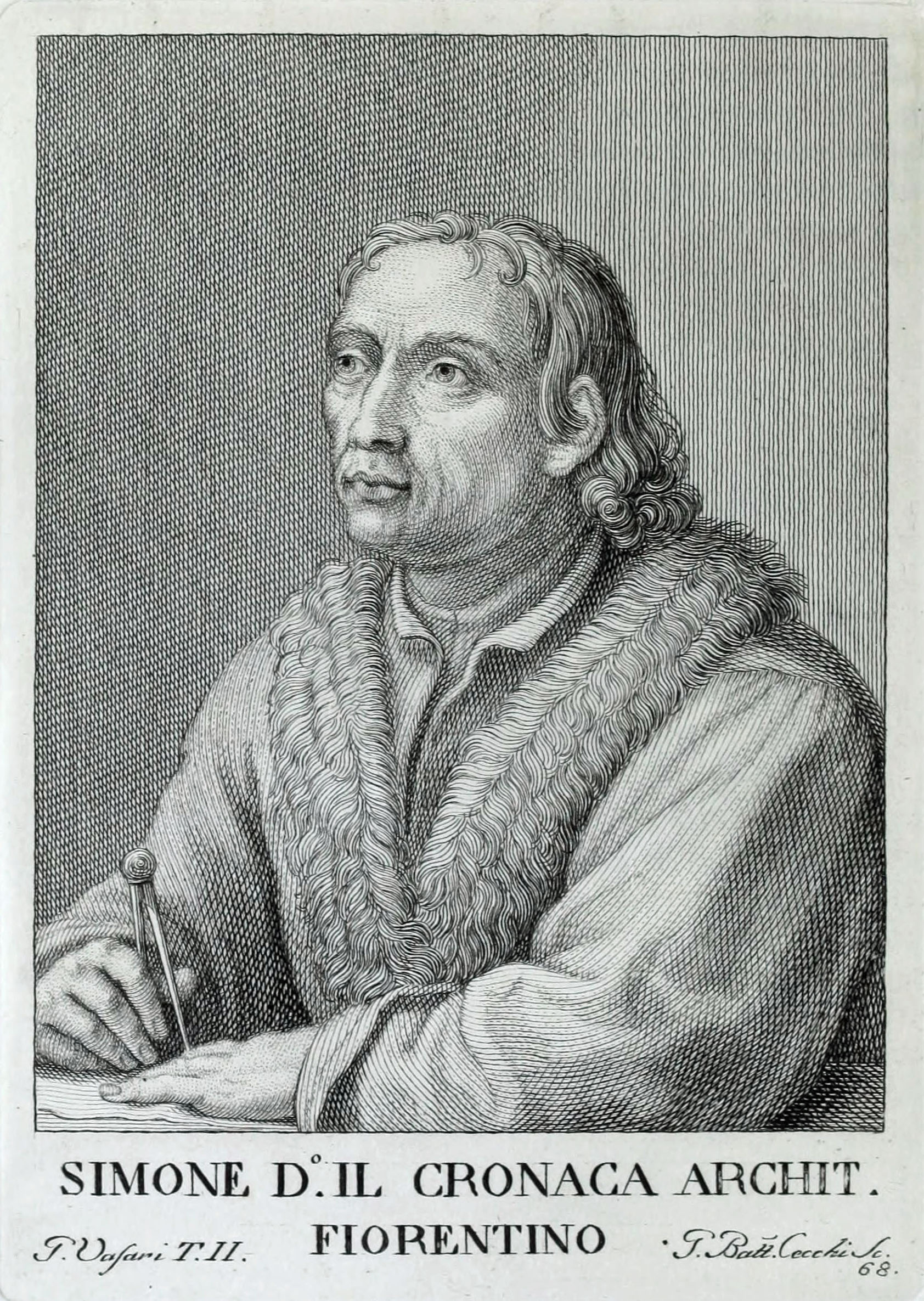
Simone del Pollaiolo

Simone del Pollaiolo, conocido también como Il Cronaca (Florencia, 1457- ibid., 1508), fue un arquitecto, escultor y diseñador italiano del Renacimiento.
Su apellido -o más bien apodo- Pollaiolo deriva de que Simone fue pariente de los, antes que él, ya célebres hermanos Antonio y Piero Benci quienes fueron conocidos por el apodo Pollaiuolo o Pollaiolo al haberse criado en las cercanías de un gallinero (pollaio en italiano). Simone fue entonces conocido como el tercero de los Pollaiolo hasta que luego recibió otro apodo: Il Cronaca (El Crónica).
El motivo de tal apodo tiene mucho que ver con su arte y es explicado por Il Vasari, Simone del Pollaiolo a fin de aprender más del arte arquitectónico marchó a Roma hacia 1470 para observar las antiguas ruinas. A su regreso a Florencia hacía minuciosos y muy razonados relatos y descripciones de lo que había observado. Dice el Vasari:

Contava le maraviglie di Roma e d'altri luoghi, con tanta accuratezza ch'e' lo nominarono da indi il Cronaca parendo veramente a ciascuno che egli fussi una cronaca di cose nel suo ragionamento.
Contaba las maravillas de Roma y de otros lugares con tanta precisión que lo llamaron desde entonces il Cronaca [Crónica], pareciendo verdaderamente a cada cual que hubiera  una crónica de cosas en su razonamiento.

Il Cronaca realizó en su ciudad natal numerosos edificios monumentales: En principio concluyó (ayudado por Giuliano da Sangallo) el importantísimo Palacio Strozzi que había sido iniciado por Benedetto da Maiano a pedido del comitente Filippo Strozzi "El Viejo". En tal obra Il Cronaca , en la cual laboró de 1488 a 1590, además de intentar seguir los modelos arquitectónicos de la antigüedad grecorromana plasmó otro objetivo, el de una sobriedad y severidad que intentaba transmitir como mensaje el anciano Filippo Strozzi; por este motivo -sin que tal edificio pierda gracia alguna- el Palacio Strozzi tiene un cierto aire de mausoleo en lugar de un aire risueño como se encuentra en la mayoría de los palacios italianos del Renacimiento.
Es totalmente obra de Il Cronaca la sacristía de planta octogonal llamada del Spirito Santo, este edificio se caracteriza por la armonía de sus proporciones y el detallismo con el cual está concretado. Otras valiosas realizaciones suyas son la iglesia de San Francesco dell'Osservanza y la de San Salvatore, todas en Florencia. Su principal discípulo fue Baccio d'Agnolo.

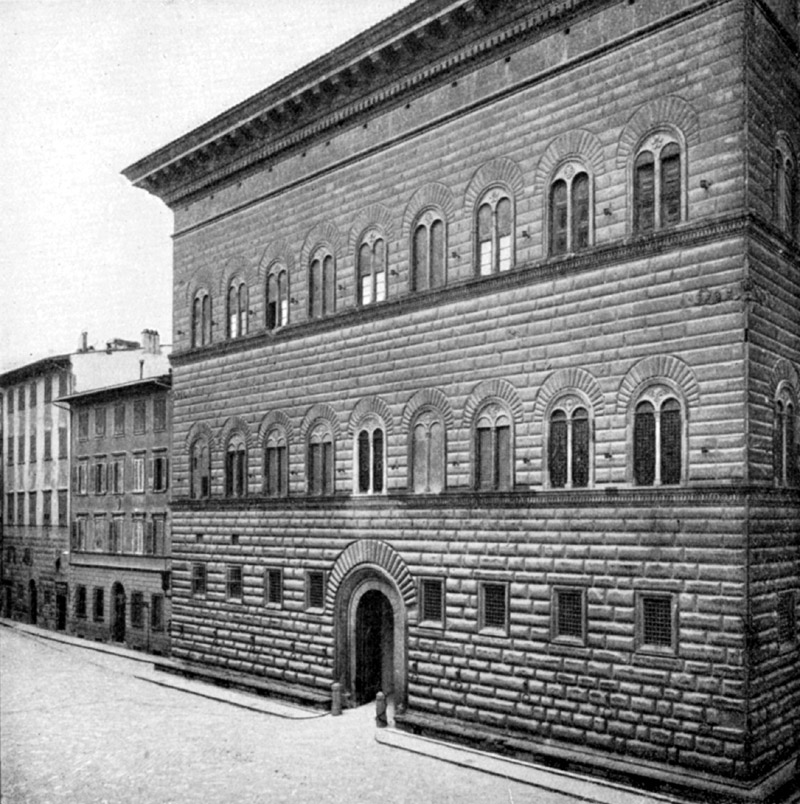
Palacio Strozzi, obra cumbre de Simone del Pollaiolo.